# Alhena
Alhena o Almeisan (Gamma Geminorum / γ Gem / 24 Geminorum) es la tercera estrella más brillante de la constelación de Géminis. Con magnitud aparente +1.93, es superada en brillo por Pólux (β Geminorum) y Cástor (α Geminorum).

## Nombre
Alhena, procedente del árabe الهنعه (Al Han'ah, ‘la marca del camello’), es un término que antiguamente designaba a varias estrellas situadas en el extremo suroeste de la actual constelación de Géminis.
Almeisan, así como sus variantes Almisan y Almeisam, provienen del árabe Al-Maisan (‘la brillante’).
En Babilonia, esta estrella señalaba la décima constelación eclíptica, Mash-amshu-sha-Ris ū (‘los gemelos del pastor’); junto a Tejat Prior (η Geminorum), probablemente era Mas-tab-ba-tur-tur (‘los pequeños gemelos’).

## Características físicas
Situada a 105 años luz del sistema solar, Alhena es una estrella binaria espectroscópica. La componente visible, Alhena A, es una subgigante blanca de tipo espectral A0IV y temperatura superficial de 9230 K.Es 160 veces más luminosa que el Sol y tiene una masa de 2.8 masas solares. Su radio, calculado a partir de la medida directa de su diámetro angular, es unas cinco veces mayor que el radio solar y gira sobre sí misma con una velocidad de rotación proyectada de 15 km/s. Tiene una composición química similar a la del Sol.
Alhena es la estrella más brillante a la que se le ha observado la ocultación por un asteroide, (381) Myrrha, en 1991. Ello ha permitido conocer que Alhena B es una enana amarilla de tipo espectral G y masa similar a la del Sol, 200 veces menos luminosa que su compañera. Las dos componentes se hallan separadas una distancia media de 8.5 au, y recorren una órbita excéntrica que requiere 12.6 años para ser completada.